# 阿史德夫人
阿史德氏（?—?），是突厥女巫师。突厥说斗战神为轧荦山（一說即亚历山大大帝），她和营州柳城康姓胡人所生的儿子就起名叫轧荦山。轧荦山少年丧父，阿史德氏在突厥中嫁给了将军安波至的兄长安延偃。开元初年，安延偃带着轧荦山与将军安道买的儿子逃出突厥。安道买次子安贞节为岚州别驾，收留了他们。两家子为兄弟，轧荦山改名安禄山。